# آبيدو (غوغر)
آبيدو (بالإنجليزية: Abidu)‏ هي قرية تقع في إيران في قسم غوغر الريفي. بلغ عدد سكانها حسب إحصاء السكان عام 2006 ميلادية 13 نسمة في 4 عائلات.